# 豐樹商產信託
豐樹商產信託（英語：Mapletree Commercial Trust，SGX：N2IU），在2010年，由豐樹產業私人有限公司分拆而來，也是第三份成立房地產信託基金。
主要在新加坡經營投资于作办公和零售用途的房地产。總部位於10 Pasir Panjang Road, #13-01 Mapletree Business City Singapore 117438 。總裁為黃麗韻，主席為曾蔭培。
股份在2011年4月27日於新加坡交易所主板上市。而招股價為0.88坡元，發行股份為712,894,000股，集資額為648,700,000坡元。

## 主要持有資產
- 港务大厦
- 又一城
- 怡豐城
- Bank of America Merrill Lynch HarbourFront

## 主要投資者

### 母公司和大股東
- 豐樹產業私人有限公司

### 其他投資者
- 友邦保險
- 摩根士丹利
- 挪威中央銀行投資管理
- 世邦魏理仕

## 連結
- MapletreeCommercialTrust.com.sg（页面存档备份，存于）